# Канран
Канран (кін. XVII — поч. XVIII ст.) — 16-й алаафін (володар) держави Ойо. Продовжив політику розширення меж країни.

## Життєпис
Можливо був братом алаафіна Одараву, якого було повалено ойо-месі (вищою радою). Посів трон десь між 1690 і 1695 роками. Відзначився активізацією зовнішньої політики, спрямованої проти держав на узбережжі. Це було викликано збільшенню обсягів работоргівлі з європейями. Канран бажав не мати посередників. Тому скористався ослаблення держави Аллада у 1698 році встановив над нею зверхність. Також владу Ойо визнала Аджаче. Почалися війни з Дагомеєю, де союзником Канарана виступила держава Віда. Близько 1700 року завершив підкорення півночі області Егбадо та Анаго, де заснував міста Іфон'їн та Іхунмбо.
За його правління набуло завершенності адміністративна система. На чолі адміністрації стояв басорун (перший міністр і голова ойо-месі). Алаафіна допомагав радник (одіайє), що мав значні повноваження. Поділ держави на провінції також був закріплений. Тут алаафін призначав аджеле (також відомі як асоджу-оба «очі правителя»). Розвиток торгівлі з єврпоейцями та посередниками призвів до впровадження спеціального торговельного представника в кожному портовому місті (іларі). Останні також здійснювали контроль за збором податками, що здійснювали аджеле.
У внутрішній політики відзначився суворістю до підданих, впроваджуючи системи податків та данини. Також намагався приборкати знать. Це викликало спротив, що вилився у повстання. Ойо-месі оголосив Канарана відстороненим від влади. Проте той не підкорився. У запеклій битві з ворохобниками зазнав поразки й загинув у пожежі у власному палаці. Йому спадкував син Джаїн.